# سليمان بن عيسى
سليمان بن عيسى (11 ديسمبر 1943) هو ممثل وكاتب وكاتب مسرحي جزائري من مواليد مدينة قالمة.

## سيرة شخصية
ولد سليمان بن عيسى في قالمة (ولاية قالمة)، بشرق الجزائر. من أب مزابي وأم شاوية.
في عام 1993، بعد عشرين عامًا من التأليف باللغة العربية، هاجر إلى فرنسا، والذي اشتهر هناك بمسرحيته "ما وراء الحجاب"، التي كُتبت في الأصل باللغة العربية وترجمها إلى الفرنسية، فهو يحاكي في مسرحياته التاريخ الذي جعل الجزائر دولة عربية. ولكن بشكل خاص مع "ابن العسل" عام 1996. وتمتع بنفس النجاح مع "الأنبياء من دون الله".
مؤلف إنساني، لم يرغب أبدًا في أن ينسى أمازيغيته وعمل من أجل الاعتراف بالثقافة الأمازيغية (البربرية) المقمعة من قبل السلطات الجزائرية، وبالتالي فهو يتحدى في مسرحياته التاريخ الرسمي الذي يجعل الجزائر دولة عربية.
من عام 2010 إلى عام 2021، لعب دور أحمد نصري في مسلسل حياة أكثر جمالا على قناة فرنسا 3.

## مسرحياته
- الشعب عام 1967
- بودرة الذكاء عام 1968
- بوعلام زيد القدام (لا يزال بوعلام يتقدم) SONELEC عام 1974
- يوم الجمعة (الجمعة) مسرح عنابة الجهوي 1976
- المحجور مسرح عنابة الجهوي 1978
- بابور غرق (غرق القارب) عام 1983
- رأس خويا وانا اشكون في الجزائر العاصمة عام 1990 او 1991
- ما وراء الحجاب ، نشرته Éditions Lansman في عام 1991
- مجلس التأديب ، نشرته Éditions Lansman في عام 1994
- Marianne et le Marabout ، نشرته Éditions Lansman في عام 1995
- "أبناء المرارة" ، من إصدار Éditions Lansman في عامي 1996 و1996
- رجل عادي لأربع نساء بعينه ، نشرته Éditions Lansman في عام 1997
- أنبياء بلا إله ، نشرته اطبعة لانسمان في عامي 1999 و2001
- المستقبل المنسي ، نشرته Éditions Lansman في عام 1999
- الحب في Arabière (لعب الحيل)
- في مكان آخر ، في مكان آخر ، نشرته Éditions Lansman في عام 2000
- مذكرات على غير هدى ، نشرتها Éditions Lansman في عام 2001 [3]
- نوار هاملت للمخرج ميشيل دزوتيو عام 2002 تحت اسم "un noir، une blanche"
- اعترافات المسلم السيئ النية ، نشرته Lansman Editions عام 2004
- اوراق حب 2008
- المنفى بدون نظام تحديد المواقع العالمي (GPS) عام 2010
- حسنا مودجا ولات عام 2012

## برامج تلفزيونية
- 2010 - 2021 حياة أكثر جمالا: احمد نصري
- 2023 : سر الكهف لكريستيل راينال

## روايات
- ابناء المرارة اصدار بلون عام 1999
- صمت الجرف ، طبعات بلون ، 2001
- الليلة الأخيرة من فيلم ملعون ، نشره بلون، عام 2003.[3]
- غضب الصمت ، طبعات بلون ، 2005

## نصوص
- أماكن كتابتي السبعة.[3]

## روابط خارجية
- سليمان بن عيسى على موقع IMDb (الإنجليزية)
- سليمان بن عيسى على موقع ألو سيني (الفرنسية)
- سليمان بن عيسى على موقع أول موفي (الإنجليزية)
- سليمان بن عيسى على موقع قاعدة بيانات الفيلم (الإنجليزية)
- سليمان بن عيسى على موقع كينوبويسك (الروسية)